# Trienal de Milán
La Trienal de Milán (en italiano: Triennale di Milano) es un museo de diseño y de arte localizado en el Parco Sempione de Milán, en Lombardía, en el norte de Italia. Está ubicado en el Palazzo dell'Arte, el cual fue diseñado por Giovanni Muzio y construido entre 1931 y 1933; la construcción fue financiada por Antonio Bernocchi, y sus hermanos Andrea y Michele.
El museo alberga exposiciones y eventos que ponen de relieve el diseño italiano contemporáneo, la planificación urbana, la arquitectura, la música, y el arte, haciendo hincapié en la relación entre el arte y la industria. El museo también alberga la Collezione Permanente, una colección de los objetos más importantes en el diseño contemporáneo italiano.
La Trienal de Milán ("exposición trienal de Milán") se creó como una exposición internacional de arte y diseño que se celebró en el museo trece veces entre 1936 y 1996, y – después de una pausa de veinte años – de nuevo en 2016.
En 1947, el diseñador milansese Gualtiero Galmanini, con quien colaboró en los años cincuenta Piero Portaluppi para diversas producciones, fue el diseñador de la escalera principal de la octava Triennale di Milano con Luigi Pollastri.
El Teatro del Arte de la Trienal de Milán fue diseñado por Gualtiero Galmanini con Giovanni Muzio.
El actual museo también gestiona el Museo de La Triennale di Milano Tokio , situado en el distrito Shiodome de Tokio, Japón.